# Điện ảnh năm 2013
Dưới đây là danh sách tổng hợp các sự kiện điện ảnh diễn ra trong năm 2013, trong đó bao gồm các phim có doanh thu cao nhất, các lễ trao giải và liên hoan phim cùng danh sách các phim đã phát hành. Ba bộ phim nổi tiếng (Top Gun, Công viên kỷ Jura, và Phù thủy xứ Oz) được phát hành lại dưới các định dạng 3D và IMAX.

## Các phim có doanh thu cao nhất
Top 10 phim có doanh thu toàn cầu cao nhất năm 2013 như sau:
| Hạng | Tựa đề                               | Hãng phim                     | Doanh thu toàn cầu |
| ---- | ------------------------------------ | ----------------------------- | ------------------ |
| 1.   | Nữ hoàng băng giá                    | Disney                        | 1.267.838.009 USD  |
| 2.   | Người Sắt 3                          | Marvel Studios                | 1.215.439.994 USD  |
| 3.   | Kẻ trộm mặt trăng 2                  | Universal / Illumination      | 970.761.885 USD    |
| 4.   | Người Hobbit: Đại chiến với rồng lửa | Warner Bros. / New Line / MGM | 953.066.855 USD    |
| 5.   | The Hunger Games: Bắt lửa            | Lionsgate                     | 864.565.663 USD    |
| 6.   | Fast & Furious 6                     | Universal                     | 788,679,850 USD    |
| 7.   | Lò đào tạo quái vật                  | Disney / Pixar                | 743,559,607 USD    |
| 8.   | Cuộc chiến không trọng lực           | Warner Bros.                  | 716.392.705 USD    |
| 9.   | Người đàn ông thép                   | Warner Bros. / Legendary      | 668.045.518 USD    |
| 10.  | Thor 2: Thế giới Bóng tối            | Marvel Studios                | 644.783.140 USD    |

Nữ hoàng băng giá và Người Sắt 3 đều thu về trên 1,2 tỷ USD và lần lượt trở thành các phim có doanh thu cao nhất mọi thời đại thứ năm và thứ sáu, đồng thời lần lượt là các phim thứ mười tám và mười sáu vượt qua mốc 1 tỷ USD doanh thu. Nữ hoàng băng giá trở thành phim hoạt hình thứ hai sau Câu chuyện đồ chơi 3 vượt mốc doanh thu 1 tỷ USD, và là phim hoạt hình có doanh thu cao nhất mọi thời đại tính theo doanh thu toàn cầu. Sau khi được phát hành lại dưới định dạng 3-D, Công viên kỷ Jura đạt mốc doanh thu mới: trở thành phim thứ mười bảy vượt qua mốc 1 tỷ USD với 1,029 tỷ USD, và là phim có doanh thu cao thứ mười bốn mọi thời đại. Đây là lần thứ hai có mười hai phim trong một năm cùng thu về trên 500 triệu USD doanh thu toàn cầu (Crood và Thế chiến Z cũng thu về trên 500 triệu USD), và là lần thứ ba có hai phim trong cùng một hãng phát hành đạt doanh thu trên 1 tỷ USD (Nữ hoàng băng giá và Người Sắt 3), ngoài ra đây là lần thứ hai hãng Disney đạt được thành tích này (lần trước là vào năm 2010).

## Sự kiện
- Giải Sự lựa chọn của nhà phê bình lần thứ 18
- Giải thưởng của Hội Diễn viên Điện ảnh lần thứ 19
- Giải Tinh thần Độc lập lần thứ 28
- Giải Mâm xôi vàng lần thứ 33
- Giải Sao Thổ lần thứ 39
- Giải BAFTA lần thứ 66
- Giải Quả cầu vàng lần thứ 70
- Giải Oscar lần thứ 85
- Liên hoan phim Cannes 2013

## Giải thưởng
| Hạng mục                          | Giải Quả cầu vàng lần thứ 71 12 tháng 1 năm 2014 | Giải Quả cầu vàng lần thứ 71 12 tháng 1 năm 2014 | Giải Sự lựa chọn của nhà phê bình lần thứ 19 16 tháng 1 năm 2014 | Giải thưởng của Hội Diễn viên Điện ảnh lần thứ 20 18 tháng 1 năm 2014 | Giải BAFTA lần thứ 67 16 tháng 2 năm 2014 | Giải Oscar lần thứ 86 2 tháng 3 năm 2014 |
| Hạng mục                          | Chính kịch                                       | Nhạc kịch hoặc phim hài                          | Giải Sự lựa chọn của nhà phê bình lần thứ 19 16 tháng 1 năm 2014 | Giải thưởng của Hội Diễn viên Điện ảnh lần thứ 20 18 tháng 1 năm 2014 | Giải BAFTA lần thứ 67 16 tháng 2 năm 2014 | Giải Oscar lần thứ 86 2 tháng 3 năm 2014 |
| --------------------------------- | ------------------------------------------------ | ------------------------------------------------ | ---------------------------------------------------------------- | --------------------------------------------------------------------- | ----------------------------------------- | ---------------------------------------- |
| Phim hay nhất                     | 12 Years a Slave                                 | American Hustle                                  | 12 Years a Slave                                                 | Không có                                                              | 12 Years a Slave                          | 12 Years a Slave                         |
| Đạo diễn xuất sắc nhất            | Alfonso Cuarón Gravity                           | Alfonso Cuarón Gravity                           | Alfonso Cuarón Gravity                                           | Không có                                                              | Alfonso Cuarón Gravity                    | Alfonso Cuarón Gravity                   |
| Nam diễn viên chính xuất sắc nhất | Matthew McConaughey Dallas Buyers Club           | Leonardo DiCaprio The Wolf of Wall Street        | Matthew McConaughey Dallas Buyers Club                           | Matthew McConaughey Dallas Buyers Club                                | Chiwetel Ejiofor 12 Years a Slave         | Matthew McConaughey Dallas Buyers Club   |
| Nữ diễn viên chính xuất sắc nhất  | Cate Blanchett Blue Jasmine                      | Amy Adams American Hustle                        | Cate Blanchett Blue Jasmine                                      | Cate Blanchett Blue Jasmine                                           | Cate Blanchett Blue Jasmine               | Cate Blanchett Blue Jasmine              |
| Nam diễn viên phụ xuất sắc nhất   | Jared Leto Dallas Buyers Club                    | Jared Leto Dallas Buyers Club                    | Jared Leto Dallas Buyers Club                                    | Jared Leto Dallas Buyers Club                                         | Barkhad Abdi Captain Phillips             | Jared Leto Dallas Buyers Club            |
| Nữ diễn viên phụ xuất sắc nhất    | Jennifer Lawrence American Hustle                | Jennifer Lawrence American Hustle                | Lupita Nyong'o 12 Years a Slave                                  | Lupita Nyong'o 12 Years a Slave                                       | Jennifer Lawrence American Hustle         | Lupita Nyong'o 12 Years a Slave          |
| Dàn diễn viên xuất sắc nhất       | Không có                                         | Không có                                         | American Hustle                                                  | American Hustle                                                       | Không có                                  | Không có                                 |
| Kịch bản chuyển thể hay nhất      | Spike Jonze Her                                  | Spike Jonze Her                                  | John Ridley 12 Years a Slave                                     | Không có                                                              | Steve Coogan và Jeff Pope Philomena       | John Ridley 12 Years a Slave             |
| Kịch bản gốc hay nhất             | Spike Jonze Her                                  | Spike Jonze Her                                  | Spike Jonze Her                                                  | Không có                                                              | David O. Russell American Hustle          | Spike Jonze Her                          |
| Phim hoạt hình hay nhất           | Frozen                                           | Frozen                                           | Frozen                                                           | Không có                                                              | Frozen                                    | Frozen                                   |
| Nhạc phim hay nhất                | All Is Lost Alex Ebert                           | All Is Lost Alex Ebert                           | Gravity Steven Price                                             | Không có                                                              | Gravity Steven Price                      | Gravity Steven Price                     |
| Phim tiếng nước ngoài hay nhất    | The Great Beauty                                 | The Great Beauty                                 | Blue Is the Warmest Colour                                       | Không có                                                              | The Great Beauty                          | The Great Beauty                         |